# Terminalia mollis
Terminalia mollis är en tvåhjärtbladig växtart som beskrevs av M. Laws.. Terminalia mollis ingår i släktet Terminalia och familjen Combretaceae. Inga underarter finns listade i Catalogue of Life.